# Angoville-sur-Ay
Angoville-sur-Ay település Franciaországban, Manche megyében. Lakosainak száma 237 fő (2018. január 1.). Angoville-sur-Ay La Haye-du-Puits, La Haye, Lessay, Mobecq, Montgardon, Saint-Germain-sur-Ay és Vesly községekkel határos.

## Népesség
A település népességének változása:
| Lakosok száma | 279  | 222  | 172  | 202  | 230  | 256  | 252  | 243  | 236  | 237  |
|               | 1962 | 1968 | 1982 | 1990 | 1999 | 2008 | 2011 | 2013 | 2017 | 2018 |